# Anomala chlorochelys
Anomala chlorochelys är en skalbaggsart som beskrevs av Gilbert John Arrow 1912. Anomala chlorochelys ingår i släktet Anomala och familjen Rutelidae. Inga underarter finns listade i Catalogue of Life.